# Hrustovo (Słowenia)
Hrustovo – wieś w Słowenii, w gminie Velike Lašče. W 2018 roku liczyła 33 mieszkańców.